# August Hirt

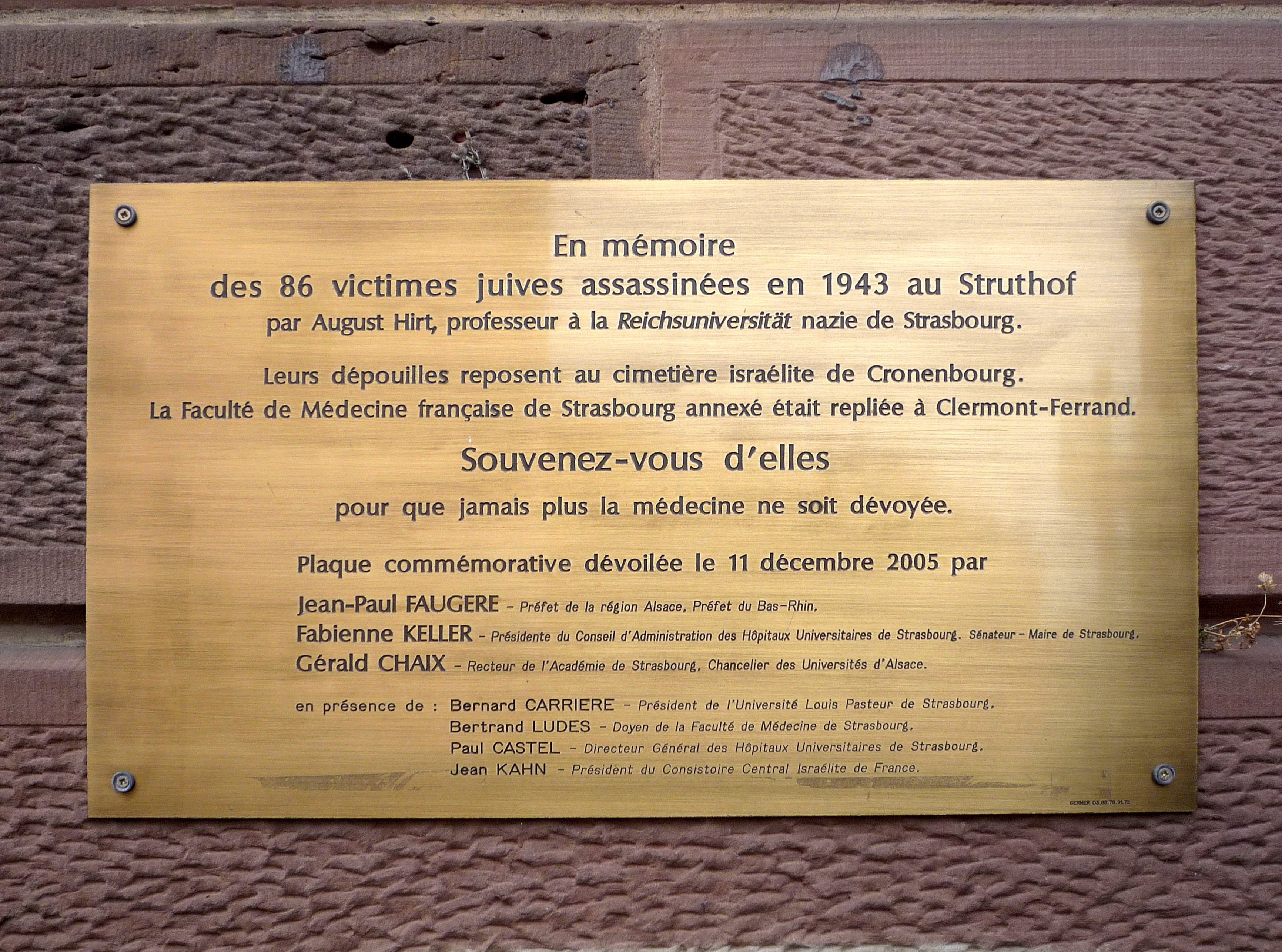
Placa conmemorativa en recuerdo de las 86 víctimas del campo KZ-Natzweiler-Struthof, cuyos cuerpos fueron utilizados por August Hirt y sus colaboradores para las experiencias pseudo-médicas realizadas en el Instituto de Anatomía de la Reichstuniversität de Estrasburgo.

August Hirt (Mannheim, 28 de abril de 1898 - Schönenbach, 2 de junio de 1945) fue un médico alemán. Profesor de anatomía en la Universidad de Greifswald desde 1936, durante la Segunda Guerra Mundial formó parte como oficial SS de la Ahnenerbe y en 1941 fue nombrado director del Instituto Anatómico de la Reichsuniversitat de Estrasburgo, en donde se realizaron experimentos y ensayos sobre cuerpos de prisioneros asesinados y que fueron clasificados como crímenes de guerra durante el proceso de los jueces de Núremberg. Hirt logró evadir a las fuerzas aliadas y según testigos, se suicidó o desapareció antes de poder ser apresado y juzgado.

## Carrera médica
Tras ser herido gravemente en 1916 durante la Primera Guerra Mundial sirviendo como voluntario, Hirt recibió la Cruz de Hierro y comenzó sus estudios de medicina en la universidad de Heidelberg donde presentó su tesis en anatomía en 1922 especializándose posteriormente en microscopía fluorescente. En 1933 se adhirió al Partido Nazi y ya durante la Segunda Guerra Mundial alcanzó el grado de oficial SS Obersturmführer y en 1941, el superior de Sturmbannführer antes de integrar la Ahnenerbe en 1942 y recibir el encargo de la dirección del Instituto Anatómico de Estrasburgo.
Al frente del Instituto, junto con Sigmund Rascher y Wolfram Sievers, Hirt planificó y realizó experimentaciones y ensayos en los que se inocularon agentes tóxicos o biológicos a prisioneros del campo de concentración de Struthof-Natzweiler y de Dachau. En particular, fue el responsable de la colección de esqueletos, cuerpos mutilados y fragmentos humanos constituida con los restos mortales de 86 prisioneros conservados en alcohol en el anatómico de Estrasburgo.

## La colección del doctor Hirt

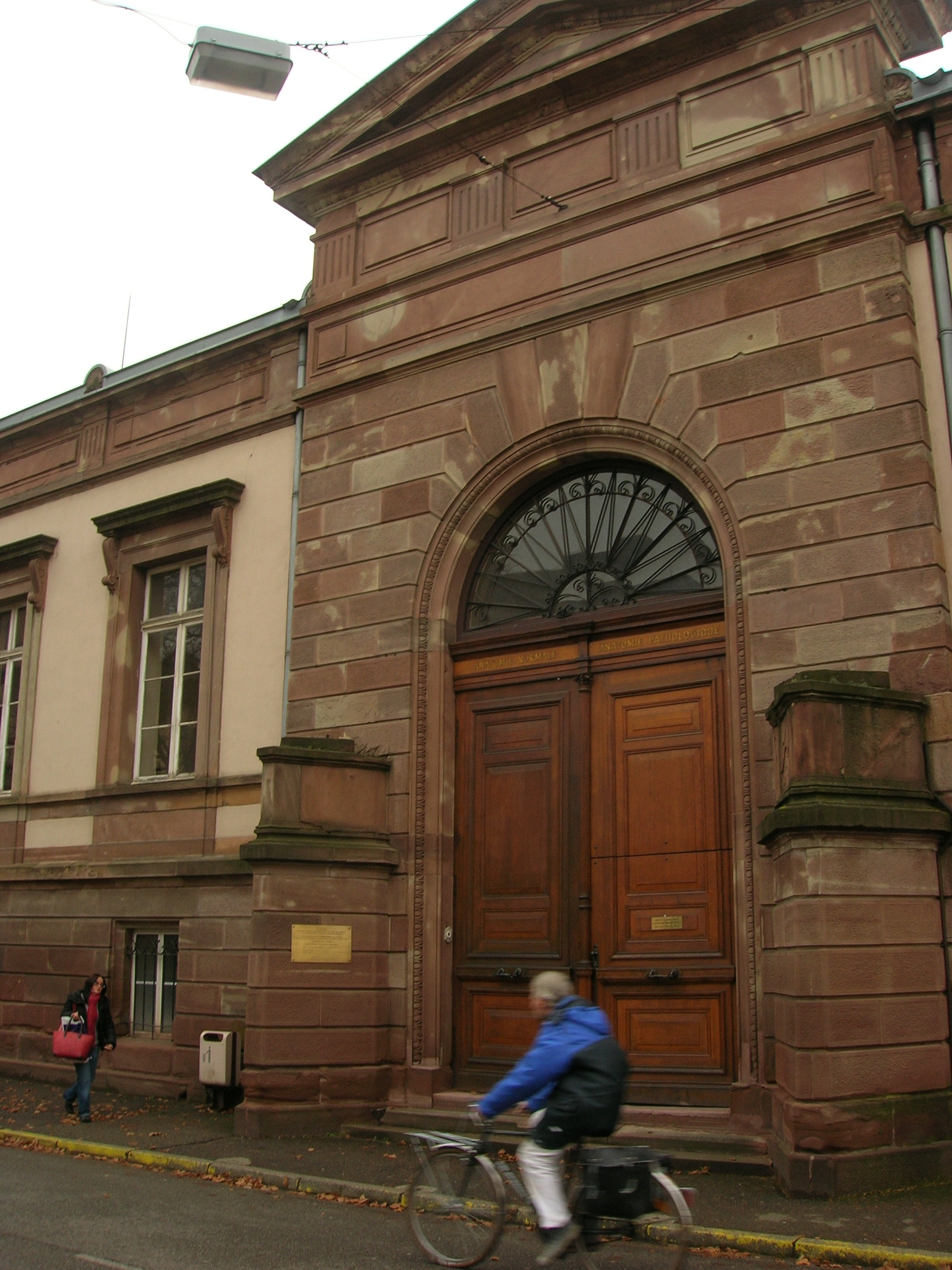
Entrada al Instituto de Anatomía de Estrasburgo.

Tras la entrada de las tropas de la 2ª División Blindada del general Leclerc en Estrasburgo el 23 de noviembre de 1944 una misión del ejército francés exploró los sótanos del instituto anatómico en busca de documentos descubriendo en su lugar decenas de cuerpos humanos y fragmentos sumergidos en cubas de alcohol. Desde el 17 de diciembre de 1944, un equipo de oficiales médicos del órgano de investigación de crímenes de guerra interrogó a diversos testigos y se desplazó al campo de Struthof-Naztweiler para después emitir un informe sobre el episodio de la colección de Hirt. Numerosos documentos firmados por el director administrativo de la Ahnenerbe, Wolfram Sievers, permitieron reconstruir la metódica operación cuya misión era la de crear una muestra de esqueletos para servir de testimonio a las «generaciones futuras» de lo que habría sido la «raza judía una vez exterminada».
En coordinación con Adolf Eichmann, promotor de la Endlössung, Sievers procuró según las instrucciones de Hirt el envío de prisioneros suficientes y en buen estado de salud a la cámara de gas de Struthof, empleando para su asesinato sales de ácido cianhídrico preparadas por el mismo Hirt. La ejecución realizada en varias tandas y supervisada por el Sturmführer del campo Josef Kramer, acabó con la vida de 86 personas de las cuales 30 eran mujeres, mientras que una víctima 87 fue abatida de un disparo al oponer resistencia. Los cuerpos fueron enviados a Estrasburgo donde permanecieron conservados hasta un año más tarde, agosto de 1944, cuando Hirt ordenó «la partición de los cuerpos y su decapitación. Los dientes en oro debían serle entregados y las cabezas quemadas. Estas y otros órganos fueron incinerados en el cementerio de Estrasburgo-Robertsau». Por orden de Hirt, todas los tatuajes con los números de registro sobre la piel de los cuerpos fueron extirpados salvo los del único cuerpo identificado de los 86, el del judío berlinés de origen polaco Menachem Tafel.

## Misterioso final
De acuerdo con el testimonio de uno de sus colaboradores, Hirt logró escapar el 15 de noviembre de 1944 poco antes de la entrada de las tropas aliadas en Estrasburgo, refugiándose en Tubinga a donde se había evacuado la Reichsuniversitat. Tras la ocupación francesa de esta parte de la Selva Negra, Hirt logró camuflarse entre los refugiados civiles y burlar la vigilancia de los soldados franceses, hasta que se presentó al alcalde de la localidad de Schönenbach donde, según testigos, se habría dado muerte de un disparo en el corazón aunque según otros testimonios, habría logrado escaparse como tantos otros nazis, evitando en ambos casos su captura, proceso y condena como sí fue el final de Sievers.